# Elie Ferzli
 (septembre 2016).
Si vous disposez d'ouvrages ou d'articles de référence ou si vous connaissez des sites web de qualité traitant du thème abordé ici, merci de compléter l'article en donnant les références utiles à sa vérifiabilité et en les liant à la section « Notes et références ».
Elie Ferzli, né le 22 novembre 1949 à Zahlé, est un homme politique libanais.

## Biographie
Venant d’une famille politique traditionnelle, avocat, il est nommé en 1991 député grec-orthodoxe de Zahlé.
En 1992, il est élu député de la Békaa Ouest et vice-président du Parlement.
Il est réélu en 1996 et 2000 et conserve son poste de numéro deux de Nabih Berri au Parlement.
Il quitte la vice-Présidence du Parlement en octobre 2004 au profit de Michel Murr, quand il est nommé ministre de l’Information au sein du gouvernement de Omar Karamé.
En 2005, il perd son mandat à l'occasion du scrutin 2005 tenu après le retrait de l'armée syrienne du Liban. Sa liste est battue par celle soutenue par la coalition des forces de l'Alliance du 14 Mars et du Mouvement Amal. Il fait alors quelques apparitions en soutien au général Michel Aoun, au Hezbollah et à d'autres personnalités pro-syriennes. Il effectue son retour au parlement libanais en tant que député de la Békaa ouest - Rachaya à la faveur de sa victoire aux élections de 2018. Le 23 mai 2018, il est élu vice-président du parlement libanais. Le 16 mai 2022, il perd son fauteuil parlementaire.